# Sudaria jacobsoni
Sudaria jacobsoni – gatunek kosarza z podrzędu Laniatores i rodziny Assamiidae.

## Występowanie
Gatunek występuje na Sumatrze.